# Wusun

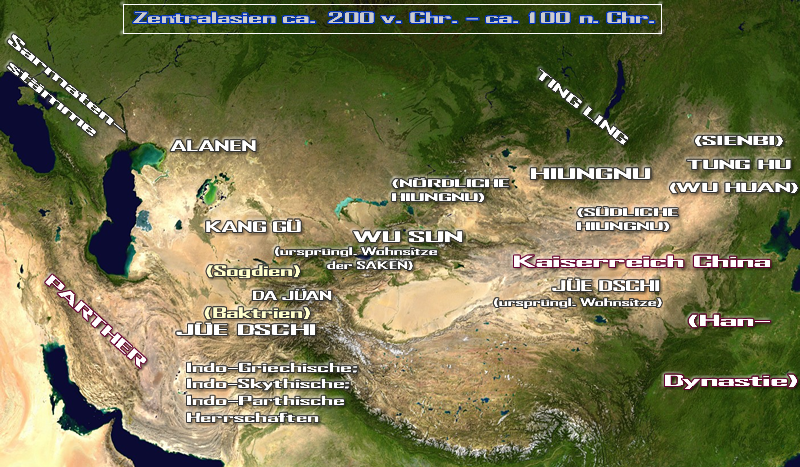
Lage der Wusun und der Nachbarvölker

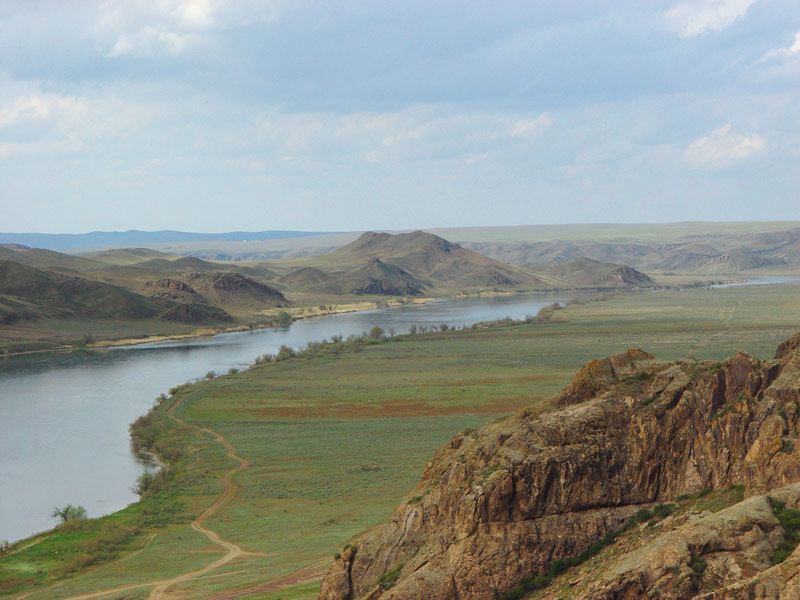
Der Ili-Fluss zählt zum Stammgebiet der Wusun

Die Wusun (chinesisch 烏孫 / 乌孙, Pinyin Wūsūn, auch Uysunen oder Üjsin genannt) waren ein antiker Volksstamm ungeklärter Herkunft, der vom 1. Jahrhundert vor bis zum 5. Jahrhundert nach Chr. in chinesischen Quellen erwähnt wird. Sie lebten südöstlich des Balchaschsees, entlang dem Flussgebiet des Ili im Siebenstromland.

## Ursprung
Die Wusun sind möglicherweise mit den von Herodot beschriebenen Issedonen identisch. Sie waren ein Volk von Hirtennomaden ohne Städte und ohne Ackerbau. Der Legende nach gründete Liejiaomi (獵驕靡) ein Königreich der Wusun.
Forscher in der früheren Sowjetunion waren der Meinung, dass die Wusun Nachfahren der Saken waren. Andere Forscher bestimmten die Periode der Saken- und Wusun-Kultur als zwischen 600 v. Chr. und 400 n. Chr.

## Geschichte

### Überblick
Forscher der Akademie für Sozialwissenschaft des Uigurischen Autonomen Gebiets Xinjiang, Volksrepublik China, vermuten, dass vor der Qin-Dynastie die Wusun sich selbst chinesisch 昆, Pinyin Kūn nannten. Während der Westlichen Zhou-Dynastie lebten sie zusammen mit den Yuezhi im Hexi-Korridor. Der Titel der Häuptlinge der Wusun war chinesisch 昆莫, Pinyin Kūnmò oder chinesisch 昆彌, Pinyin Kūnmí. Zur Zeit des Han Wendis der Westlichen Han-Dynastie wurden die Wusun von Yuezhi angegriffen, da diese von den Xiongnu bedrängt wurden. Die Wusun erlitten eine schwere Niederlage; deren Häuptling Nantoumi (難兜靡) wurde dabei getötet. Der Häuptling der Xiongnu, Mao-tun (冒頓單于), nahm den Rest der Wusun bei sich auf. Jahre später befahl der Enkel von Mao-tun, Jun-Chen (军臣单于), dem neuen Häuptling der Wusun, Liejiaomi, die in den Flussgebieten von Ili und Tschüi lebenden Yuezhi anzugreifen. Diesmal waren sie erfolgreich.
Nachdem die Wusun die Yuezhi vertrieben hatten, soll Liejiaomi auf dessen Gebiet nach dem Namen ihres Stammes einen Staat errichtet haben. Durch die Wusun konnten die Xiongnu den Verbindungsweg zum Iranischen Hochland kontrollieren. Obwohl nach dem Tod von Jun-Chen die Wusun formal ihre Abhängigkeit zu den Xiongnu beendeten (不肯復事匈奴, wollten nicht mehr den Xiongnu huldigen), blieben sie in Wirklichkeit aber lange Zeit Vasall der Xiongnu. Einstweilen wurden die Wusun sogar das mächtigste Volk in Xiyu. Es gab diplomatische Beziehungen zwischen den Wusun und den Westlichen Han. Zur Zeit der Han Xuandi spaltete sich die Wusun in zwei Stämme. Im 5. Jahrhundert wurden sie von den Rouran vernichtet.

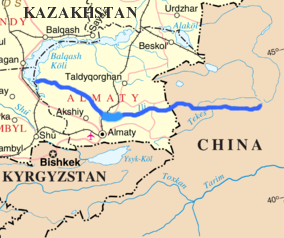
Das Flussgebiet des Ili

### Vor der Han-Zeit
Bevor die Wusun nach Westen zum Ili-Fluss zogen, hatten sie bereits ein eigenes Stammesgebiet gehabt. In der zwischen 109 und 91 v. Chr. geschriebenen Chronik Shiji finden sich Berichte:
- Shiji – Die Westliche Staaten berichtet: „Als ich (Zhang Qian) bei den Xiongnu lebte, hörte ich, dass der König der Wusun sich Kunmo nennt, es ist ein kleiner Staat westlich von Xiongnu“. (臣居匈奴中，聞烏孫王號昆莫，昆莫之父，匈奴西邊小國也).
- Shiji – Buch über Zhang Qian und Li Guangli berichtet: „Der Kaiser befragte Zhang Qian mehrmals über die Völker im Westen. Zhang Qian hatte zu dieser Zeit seine Belehungen verloren. Er antwortete:'Als ich bei den Xiongnu wohnte, hörte ich, dass der König der Wusun sich Kunmo nannte. Der Vater des jetzigen Kunmo Nantoumi bewohnte früher neben Yuezhi in Gebieten zwischen Qilian Shan und Dunhuang. Es ist ein kleiner Staat.'“ (天子數問騫大夏之屬。騫既失侯，因曰：『臣居匈奴中，聞烏孫王號昆莫。昆莫父難兜靡本與大月氏俱在祁連、焞煌間，小國也。』).

Das besagt, dass vor der Zeit der Westlichen Han-Dynastie die Wusun bereits im Hexi-Korridor ein Stammesgebiet besaßen. Vermutlich nomadierten sie vor der Zeit der Westlichen Zhou-Dynastie im Gebiet von heutigem Guyuan, Ningxia. Nach und nach verlagerte sich ihr Siedlungsschwerpunkt nach Westen.

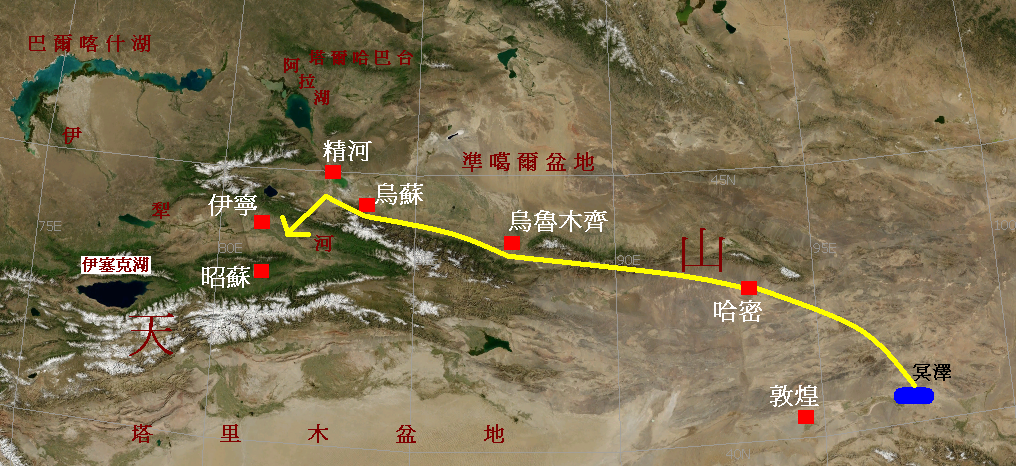
Weg der Westwanderung der Wusun

Die Bezeichnung „Wusun“ kam zum ersten Mal bei Shiji vor. Einige chinesische Forscher sind deswegen der Meinung, dass sie sich davor „Kun“ (昆) nannten. In den Texten vor der Qin-Dynastie wurden sie „Kunyi“ oder „Hunyi“ genannt (昆戎, 緄戎 oder 混夷 geschrieben). So zum Beispiel im Buch von Mengzi: 文王事混夷.
Später wurden die Wusun von den Yuezhi angegriffen, wobei die Wusun eine schwere Niederlage erlitten und ihr Häuptling Nantoumi getötet wurde. Die meisten Forscher sind – trotz Unklarheiten – der Meinung, dass Nantoumi von den Yuezhi getötet wurde.
Umstritten ist auch das Stammesgebiet der Wusun. Obwohl die meisten Forscher der Meinung sind, dass es im Hexi-Korridor lag, verortet es der japanische Sinologe Matsuda Hisao am Nordrand des Tianshan-Gebirges. Er zitiert einen anderen japanischen Sinologen, dass im Falle eines Widerspruchs zwischen Shiji und Han Shu das erstere den Vorzug zu geben sei, da es zeitlich näher läge. Hierzu führt er Quellen an:
- Einmal Tongdian von Du You: „Beshbalik (heute Jimsar) befindet sich nordwestlich von Liusha, war in der Westlichen Han-Zeit Heimat der Wusun, in der Östlichen Han-Zeit wurde es Königreich der Jushi (車師), war traditionell Wohngebiet der Hu.“ (庭州在流沙之西北，前漢烏孫之舊壤，後漢車師後王之地，歷代為胡虜所居).
- Und das Ältere Buch der Tang – Geographie: „Nördlich der Liusha war zur Westlichen Han-Zeit Heimat der Wusun. Länge 5000 Li (etwa 2500 km), zur Östliche Han-Zeit Königreich Jushi. Die alte Königsstadt hat fünf Städte, deswegen wird sie auch 'Stadt der fünf Städte' genannt.“ (流沙州北，前漢烏孫舊地，方五千里。後漢車師後王庭。胡故庭有五城，俗號『五城之城』).

Hisao glaubt, dass die hier erwähnte Stadt der fünf Städten Beshbalik ist. Deswegen ist das ursprüngliche Gebiet der Wusun nicht nur auf Jimsar beschränkt, sondern erstreckt sich zwischen Jimsar und Ürümqi.

### Ahnenlegende der Wusun

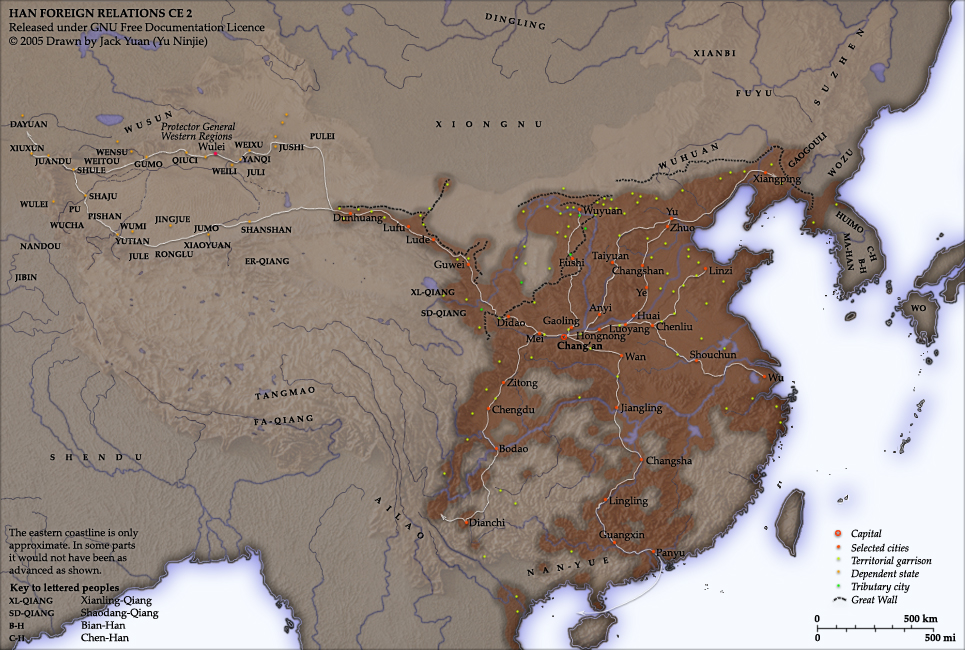
Das Gebiet der Westlichen Han zur Zeit des zweiten vorchristlichen Jahrhunderts (dunkelrot), das der Wusun befindet sich an der nordwestlichen Ecke

Der Wolf und die Krähe spielten bei den Wusun eine besondere Rolle. Angeblich war Liejiaomi noch ein Säugling, als sein Vater getötet wurde. Er wurde in der Wildnis ausgesetzt. Krähen gaben ihm Fleisch zu essen und Wölfe gaben ihm Milch. Der Xiongnu-Häuptling Mao-tun wunderte sich sehr über dieses Phänomen, glaubte, Liejiaomi sei ein Gott, und nahm ihn als Pflegekind zu sich. Nachdem Liejiaomi herangewachsen war, bat er Mao-tun um Hilfe, um seinen Vater zu rächen.
Ein Wolf, der ein verlassenes Kind großzieht, taucht später genauso auch in der Ahnenlegende der Türken auf. Es gibt aber einen Unterschied zwischen beiden Legenden: Während der Wolf bei den Wusun lediglich den Ahnen rettet und ihn am Leben erhält, ist bei den Türken der Wolf selbst der Ahne.
Um etwa 161 bis 160 v. Chr. vertrieb Liejiaomi mit Hilfe der Xiongnu die Yuezhi am Ili-Fluss und siedelte sein eigenes Volk dort an. Allerdings bezweifelt der kanadische Sinologe Edwin G. Pulleyblank den Grund des Wusun-Angriffs auf die Yuezhi, der Blutrache gewesen sei. Er meint, dass dies nur eine Dramatisierung des Autors des Han Shu und frei erfunden sei. Er führt an, dass die Wusun selbst bereits Mitglieder der Stämme der Saken und der Yuezhi aufgenommen hatten. Nachdem die Wusun nach Westen gezogen waren, nahm Xiongnu das ursprüngliche Stammesgebiet der Wusun im Hexi-Korridor ein und setzte dort eigene Könige ein. Um Namenskonflikte zu vermeiden, änderte Liejiaomi den Namen seines Volkes in Wusun um.

### Diplomatische Beziehungen mit dem China der Han
139 v. Chr. wurde Zhang Qian zu den Yuezhi geschickt, um ein Bündnis Chinas mit den Yuezhi gegen die Xiongnu zu schmieden. Jedoch kam ein Bündnis nicht zustande. Daraufhin begann Han Wudi 133 v. Chr. mit der Schlacht von Mayi einen einseitigen Angriff auf die Xiongnu. Nachdem die Han-Armee bereits südlich des Gelben Flusses erfolgreich war, begannen sie, nach Westen vorzustoßen. Bis 119 v. Chr. war das Gebiet zwischen Lanzhou und Lop Nor frei von Xiongnu. Im selben Jahr riet Zhang Qian Han Wudi zu einem Bündnis mit den immer stärker werdenden Wusun, um „den rechten Arm der Xiongnu“ zu brechen. Er riet dem Kaiser, die Wusun mit Geld zu bestechen und sie in ihrem früheren, östlichen Stammesgebiet anzusiedeln, sowie deren Häuptling eine Prinzessin zur Frau zu geben, damit sie mit der Han-Dynastie verwandt werden, um sie so gegen die Xiongnu zu benutzen. Drei Jahre später erhielt Zhang Qian den Auftrag von Kaiser Han Wudi, als Gesandter zu Wusun zu gehen, um sie dazu zu bewegen, sich wieder im Hexi-Korridor anzusiedeln und mit Han gemeinsam gegen die Xiongnu zu kämpfen.
Zu dieser Zeit kam es bereits zur Spaltung in Wusun. Der designierte Nachfolger von Liejiaomi starb früh, sodass er einen anderen Sohn, Junxumi (軍須靡), zum Nachfolger bestimmte. Dies jedoch rief Unzufriedenheit bei seinen anderen Söhnen hervor. Besonders der Sohn Dalu wurde gefährlich für den neuen Nachfolger, da er auch die Armee unter sich hatte. Um sich und Junxumi zu schützen, ließ er seine Männer aufteilen, gab Junxumi etwa zehntausend Mann, sich selbst nahm er ebenfalls zehntausend Mann, und sie zogen weiter. Dadurch war die Saat für die Teilung der Wusun gelegt worden. Als Zhang Qian ihn aufsuchte, schlug er ein Bündnis mit Han ab. Er sagte, dass er selbst bereits alt sei, und seine Macht sei geteilt. Seine Leute wüssten nicht, wie stark Han tatsächlich sei, aber sie fürchteten sich vor den Xiongnu, daher würden sie nicht zurück nach Osten ziehen.
Stattdessen ließ er einige Botschafter mit Zhang Qian zusammen nach Han reisen. Als die Botschafter die Stärke der Han sahen, wurde ein Bündnis mit Han immer mehr favorisiert. Als die Xiongnu von dem Kontakt erfuhren, bereiteten sie einen Angriff auf Wusun. Liejiaomi wusste, dass Han zu dieser Zeit intensive diplomatische Beziehungen in Xiyu knüpfte, also schlug er einen Heirat vor und suchte zugleich Unterstützung von Han. 108 v. Chr. wurde eine Prinzessin aus der Kaiserfamilie (die Tochter des Königs von Jiangdu) an Liejiaomi verheiratet. Als die Xiongnu von der Heirat erfuhren, wurde aus ihrem Stamm ebenfalls eine Frau an Liejiaomi verheiratet. Liejiaomi nahm gleichzeitig eine Frau von Han und von Xiongnu, was deutlich seine Beschwichtigungspolitik zu beiden Seiten zeigt. Kurz darauf starb Liejiaomi, Junxumi wurde sein Nachfolger. Die Han-Prinzessin starb im Jahr 105 v. Chr. Sofort wurde jedoch eine andere Prinzessin, Prinzessin Jieyou (解憂公主, diesmal eine Tochter des Königs Chu), an Junxumi verheiratet, um die Beziehung aufrechtzuerhalten. Nach dem Tod von Junxumi heiratete Prinzessin Jieyou nach der Sitte der Wusun seinen Bruder und Nachfolger Wenguimi. Prinzessin Jieyou lebte wesentlich länger als ihre Vorgängerin und hatte auch viel aktiver in die Politik eingegriffen.

### Bündnis mit China
74 v. Chr. wurden die Wusun von den Xiongnu und den Jushi gleichzeitig angegriffen. Prinzessin Jieyou schrieb einen Brief an den Hof der Han und bat um Hilfe. Zu dieser Zeit war Kaiser Han Zhaodi gerade verstorben, sodass die Han keine Hilfe sandten. Nach der Thronbesteigung von Han-Herrscher Xuandi baten sowohl der Wusun-König wie auch Prinzessin Jieyou wieder um Hilfe. Han befahl fünf Generäle mit etwa 150.000 Reiter, um mit den Wusun zusammen die Xiongnu anzugreifen. 71 v. Chr. griff Wusun-König Wenguimi mit 50.000 Reiter den Königstross eines der Xiongnu-Könige an und errang einen großen Sieg. Die Xiongnu erholten sich nicht mehr von diesem Schlag und verließ langsam Xiyu. Die Wusun wurden die stärkste regionale Macht. Wenguimi beschloss, formal die Beziehung zu Xiongnu abzubrechen und ein Bündnis mit Han einzugehen. 64 v. Chr. schrieb Wenguimi an Han, dass er einen Sohn der Prinzessin Jieyou zum Nachfolge machen wollte und bat eine Han-Prinzessin als seine Frau, um die Verwandtschaftsbeziehung zu erneuern. Zugleich beteuerte er, dass er die Beziehung zu Xiongnu abbrechen würde (願以漢外孫元貴靡為嗣，得令復尚漢公主，結婚重親，叛絕匈奴). Der Han-Herrscher Xuandi stimmte dem Vorschlag zu, damit war das Bündnis zwischen den Han und den Wusun besiegelt. Allerdings waren zu dieser Zeit die Xiongnu bereits so geschwächt, dass die Han sie mit eigener Kraft in Schach halten konnten, der Grund für eine Heirats- und Bündnispolitik bestand nicht mehr.

### Vasall Chinas
Durch innere Streitereien und Spaltungen schwächten sich die Xiongnu weiter. Teile davon kapitulierten vor den Han. Der Armee der Han gelang es auch, die den Xiongnu freundlich gesonnenen Jushi zu schlagen, sodass die Xiongnu nicht mehr in der Lager war, Xiyu zu kontrollieren. Die Han ersetzten die Xiongnu als Schutzmacht der Region. 59 v. Chr. setzte der Han-Herrscher Xuandi einen Militärgouverneur in der Region ein, um unter anderen auch die Lage bei den Wusun zu beobachten.
60 v. Chr. starb Wenguimi, aber sein designierter Nachfolger Yuanguimi konnte sich nicht durchsetzen, stattdessen setzten die Wusun den mit den Xiongnu verwandten Nimi ein. Die Han waren damit sehr unzufrieden und die Heiratspolitik wurde beendet. Prinzessin Jieyou übernahm die Aufgabe, die innere Politik im Sinne der Han zu beeinflussen. Mit dem Abgesandten der Han zusammen versuchte sie Nimi zu ermorden. Das war das erste Mal, dass die Han direkt in die innere Politik der Wusun eingriff. Obwohl der Mord fehlschlug, stürzte er die Wusun in innere Unruhe.
53 v. Chr. rebellierte ein Sohn von Wenguimi mit einer anderen Xiongnu-Frau Niaojiutu (烏就屠) gegen Nimi und tötete ihn. Die Han schickten eine Armee aus, um den Usurpator zur Rechenschaft zu ziehen. Der Han-Gouverneur konnte Niaojiutu überreden, sich zu ergeben. Die Han ernannten Yuanguimi als Großkönig und Niaojiutu als Kleinkönig. Auch Land und Leute werden unter den Königen aufgeteilt: Der Großkönig bekam 60.000 Haushalte, der Kleinkönig 40,000. Aber im Ganzen bekam der Kleinkönig im Volk mehr Zuspruch.
Nach dem Tod des Großkönigs Yuanguimi folgte ihm sein Sohn Xingmi. Xingmi galt als schwach und die Han unternahmen große Anstrengungen, um ihn zu stützen. So bekamen die Han noch größeren Einfluss auf die Wusun. Die Han schickten eine Delegation mit über hundert Personen, um dem neuen Großkönig zu gratulieren; auf Rat des Gouverneurs des Xiyu verteilten sie ferner großzügig Titel, Insignien und Geschenke unter den Würdenträgern der Wusun, um sie für den neuen Großkönig einzunehmen. Trotzdem schlug der Gouverneur wenig später vor, den neuen Großkönig wegen Unfähigkeit abzusetzen. Der Han-Kaiser lehnte den Vorschlag ab.
Zwischen den beiden Königen und ihren Anhängern gab es ständigen Streitereien. Han Shu berichtete, dass, um die Streitereien zu beschwichtigen, „Han große Anstrengung auf sich nahm, trotzdem gab es keinen einzigen ruhigen Jahr.“ (漢用憂勞，且無寧歲). 18 oder 17 v. Chr. wurde Mozhenjiang (末振將) Kleinkönig. Der damalige Großkönig genoss gerade hohe Reputation unter dem Volk, Mozhenjiang fürchtete um seine Position und ließ den Großkönig ermorden. Die Han setzten den Unkel des Großkönigs als sein Nachfolger ein und erschlugen den neuen Kleinkönig sowie seinen Sohn und designierten Nachfolger. Sein jüngerer Bruder flüchtete zu den Kangju und griff von dort oft die Wusun an. Alle Angriffe wurden mit chinesischen Hilfe zurückgeschlagen.
Obwohl sich die Han intensiv in die Politik der Wusun einmischten, wurde das Land nicht in das Territorium der Han einverleibt.

### Untergang
Nach der Errichtung der Östlichen Han wurden zeitgenössische Berichte über die Wusun immer weniger. Han Shu – Das Westliche Gebiet berichtete, dass zur Zeit der Kaiser Han Mingdis und Han Zhangdis es immer noch zwei Könige gab, dass sich die Wusun aber bereits in Niedergang befand (兩昆彌皆弱).
Bis zum Ende des 4. Jahrhunderts gab es Kontakte zwischen den Wusun und China und die Wusun zahlten jährlich Tribut an die Wei-Dynastie.
Um 147 bis um 167 wurden die Wusun von Xianbei und um 318 von den Tuoba mehrfach schwer geschlagen. Sie wichen jedoch wahrscheinlich nicht nach Süden auf die Pamir-Hochebene, sondern zogen sich zurück in das Tianshan-Gebirge.
Anfang der Jin-Dynastie entstand innerhalb eines kleinen Gebiets der Wusun eine neue abhängige Macht, genannt Chumuhun. Westlich davon blieb das große Gebiet der Wusun weiterhin bestehen. Die Wusun zahlten auch Tribut an die Nördliche Wei-Dynastie. Nachdem die Nördliche Wei Nordchina unter sich vereinigt hatte und seine Lage befestigt hatte, wollte sie Rouran um Xiyu streitig machen. 437 wurden Gesandte in die Region geschickt, die auch durch das Gebiet der Wusun kamen und vom König der Wusun mit Respekt behandelt wurden.
Bereits vor 437 wurden die Wusun oft von aus der mongolischen Hochebene kommenden Rouran angegriffen. Wahrscheinlich waren Rouran und Chumuhun auch verbündet. Wahrscheinlich zwischen 402 und 414 mussten sich die Wusun sich ins Tianshan-Massiv zurückziehen. Anfang oder Mitte 5. Jahrhundert zogen sie nach Süden Richtung Pamir, wurden von den Saken assimiliert, verloren ihre Eigenständigkeit und verschwanden aus den Aufzeichnungen.

## Etymologie
Es gibt mehrere Theorien über die Herkunft des Namens 'Wusun'.
Die am meisten akzeptierte Theorie leitet 'Wusun' aus einer chinesischen Umschriftung für "Rabe" und "Sonnen Sohn" her. Für den Ursprung dieses Begriffes gibt es mehrere Theorien. Es gibt chinesische Historiker, die eine andere Meinung vertreten. Nach dieser Theorie wird der Name nach der Bedeutung der Schriftzeichen verstanden. Wu (烏) bedeutet Schwarz und kommt von einem schwarzen Totem.
Der Sinologe Victor H. Mair verglich Wusun mit „aśvin“ aus dem Sanskrit und „ašva“ aus der Litauischen Sprache, beides bedeutet Stute. Er stellte die Hypothese auf, dass die Wusun eine Kentumsprache innerhalb der Indogermanischen Sprachen benutzten. Der Name würde demnach „Das Pferdevolk“ bedeuten. Diese These wird jedoch nicht von allen Linguisten unterstützt. Christopher I. Beckwith kam zu ähnlichen Ergebnissen und vermutet eine Indoarische Sprache. Laut Étienne de la Vaissière kann das Wort Wusun aus einer Iranischen Sprache hergeleitet werden. Demnach ist Wusun eine Umschriftung für "wδ'nn'p", wobei n'p "Volk" und *wδ'n [wiðan] "Zelt" bedeutet, also "das Zelt Volk". Étienne de la Vaissière vermutet daher, dass die Wusun eine dem Sogdischen Zweig der Iranischen Sprachen zugehörigen Sprache sprachen.

## Anthropologie und Archäologie
Russische Archäologen fanden sechs verstorbene menschliche Überreste aus der Region um Semirech’e, die aus den ersten Jahrhunderten vor und nach unserer Zeitrechnung stammen. Es wird vermutet, dass diese den Wusun einzuordnen sind. Die Überreste werden aus anthropologischer Sichtweise als überwiegend europäisch eingestuft, haben jedoch leicht tendenziöse ostasiatische Einflüsse, die auf eine Vermischung mit mongolischen Völkern Innerasiens zurückzuführen sind. Chinesischen Archäologen zufolge sind die ausgegrabenen Skelette eher einem kurzköpfig-europäischen und zentralasiatischen Typus zuzuordnen.
Die Erkenntnisse aus den alten chinesischen Texten ist wiederum eine widersprüchliche Angelegenheit. Schriftliche Aufzeichnungen von Han Shu und Shiji aus der früheren Han-Dynastie erwähnten keinerlei ungewöhnliche Erscheinungsbilder bei den Wusun. Die erste Beschreibung der Wusun ist in dem sogenannten Buch der Weissagung (Jiaoshi Yilin) aus der Zeit der Westlichen Han-Dynastie zu finden. Darin werden die weiblichen Personen der Wusun als „hässliche und dunkelhäutige Menschen mit tiefen Augenringen“ geschildert. Chinesische Forscher geben der erwähnten dunkelfarbigen Haut einen südasiatischen Ursprung an. Jedoch kann diese sehr kurze und abwertende Erwähnung nicht als verlässliche Quelle für die Bestimmung von ethnischen Merkmalen betrachtet werden.
Aus einem späteren Bericht von Yan Shigu aus der Tang-Dynastie (7. Jhd.) werden die Wusun zusammen mit einem anderen benachbarten Nomaden-Volk namens Rong (Xirong) erwähnt. Darin heißt es, dass das äußere Erscheinungsbild der Wusun die seltsamste war. Sie werden als Menschen mit grünen Augen und roten Haaren beschrieben, die Makaken ähneln würden. Darüber hinaus werden sie als rothaarige und „pferdeköpfige“ Barbaren bezeichnet. Die bösartigsten Dämonen in der chinesischen Mythology würden nunmehr rothaarig dargestellt. Anderthalb tausend Jahre später, als die ersten nordeuropäischen Kolonialisten sich nach China begaben, wären sie sogleich als die rothaarigen Teufel „wiedererkannt“. Auch Kunmo, der König der Wusun, wird in denselben chinesischen Quellen als rothaarig und blau-/grünäugig beschrieben.

## Geographie

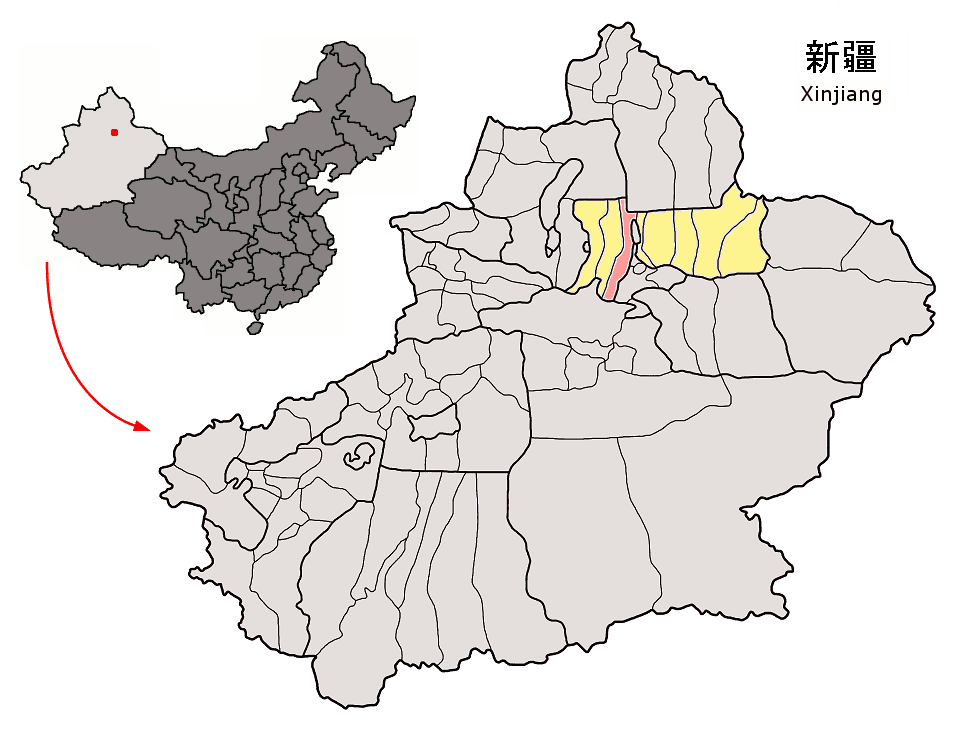
Heutiger Kreis Manas

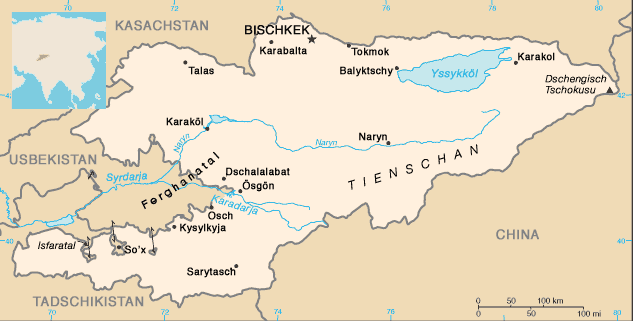
Kirgistan mit dem Yssykköl

Das Stammesgebiet der Wusun befindet sich am Nordrand des Tianshan-Gebirges. Zu ihren Hochzeiten besetzten sie das gesamten Flussgebiet des Ili-Flusses sowie das Gebiet westlich des Tianshan. Der Königsort befand sich südlich des Sees Yssykköl und hieß „Tschigutschen“ – Stadt des Roten Tals (chinesisch: 赤谷; pinyin: chìgǔ). Das Gebiet umfasste den Nordwesten des heutigen Uigurischen Autonomen Gebiets Xinjiang, den Südosten von Kasachstan sowie den Osten und die Mitte von Kirgisistan. Xinjiang Tuzhi (新疆圖志, Kartenbuch zu Xinjiang, ein zeitgenössisches Geographiebuch) berichtet, dass der Manasi He die Ostgrenze der Wusun zu Han-China sei (漢為烏訾離與烏孫東境).

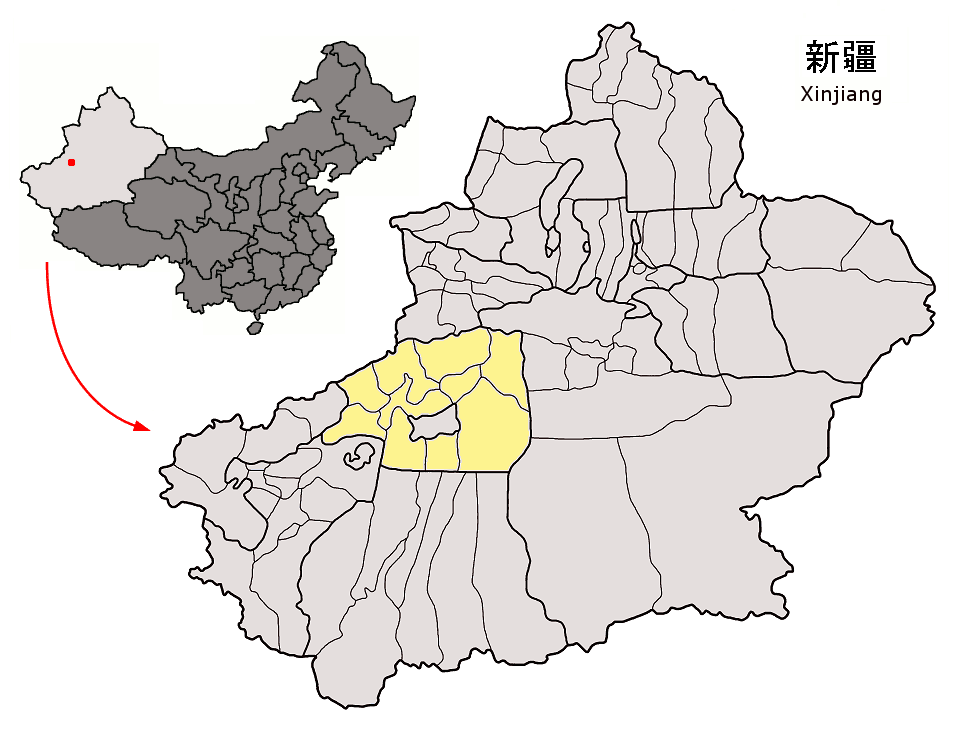
Aksu heute

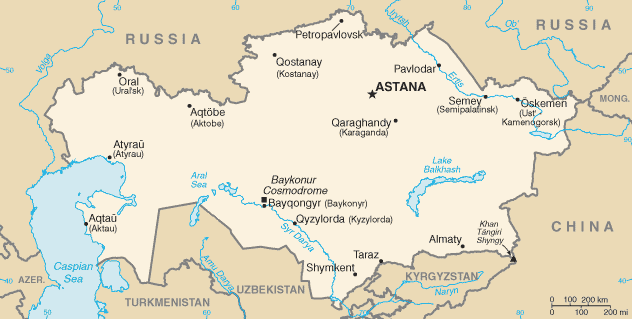
Kasachstan mit dem Balchaschsee

Nach Süden grenzten die Wusun an Völker, die im Tarimbecken lebten. Das Tianshan-Gebirge nördlich von Karaschahr, Kuqa, Aksu und Uqturpan gehörten also zu den Wusun.
Han Shu – Das Westliche Gebiet berichtet, dass das Gebiet der Wusun im Nordwesten an die Kangju und im Westen an die Dayuan grenzte (西北與康居、西與大宛). Xiyu Tuzhi (西域圖志, Kartenbuch zu Xiyu) berichtet, dass die Ostgrenze der Kangju an der Westküste der Balchaschsee liegt, während Dayuan in Ferghanatal und Kokand zu finden sei.

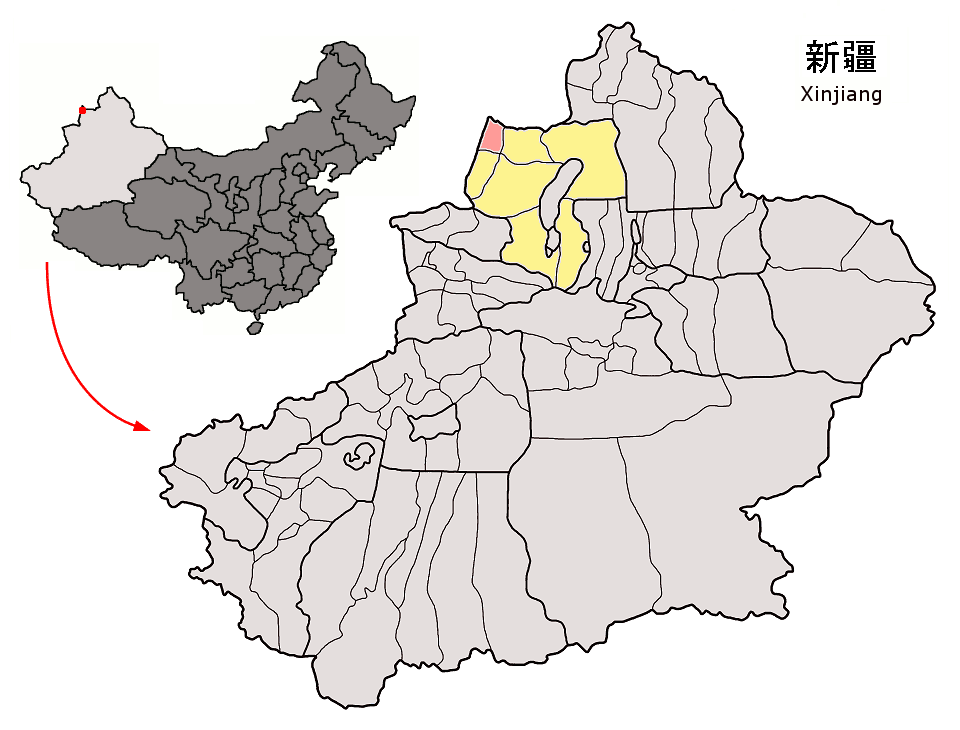
Tacheng heute, früher Tarbagatai

Archäologische Untersuchungen der früheren Sowjetunion hatte auf dem Nordufer des Ili-Flusses große Menge Gräber der Wusun entdeckt. Das bedeutet, dass die Wusun auf beiden Seiten des Flusses gelebt haben. Xiyu Tuzhi berichtete Tarbagatai-Gebirge als Grenze zwischen Xiongnu und Wusun (塔爾巴噶爾，當屬漢匈奴、烏孫交界處). Während der Wirren um 53 v. Chr. sammelte der spätere Kleinkönig Niaojiutu seine Leute in das „Nordgebirge“ und drohte, mit den Xiongnu aus der Familie seiner Mutter die Wusun anzugreifen (曾與諸翕侯俱去，居北山中，揚言母家匈奴兵來). Das hier erwähnte „Nordgebirge“ entspricht dem Tarbagataigebirge. Es bildet die Grenze zwischen den Xiongnu und den Wusun, nördlich davon ist Xiongnu-Gebiet.
Matsuda Hisao vertritt der Meinung, dass die Wusun nicht am Nordrand des Tianshans wohnten, sondern mittendrin. Demnach hatte die Macht der Wusun nicht bis in das Gebiet westlich des Yssykköl, des Tschüi und des Oberlaufs des Ili gereicht.
Es gab ein in Ost-West-Richtung verlaufender Nebenzweig der Seidenstraße, der durch den Nordrand des Tianshans sowie den Südrand der Dsungarei führte. Dieser Weg durchquerte das Gebiet der Wusun und Kangju. Zur Han-Zeit wurde der Weg von den Xiongnu kontrolliert, weswegen nur sehr wenige Chinesen ihn benutzten. Erst später benutzten zunehmend auch Chinesen diesen Weg.

## Bevölkerung
Die Wusun waren eine starke regionale Macht in Xiyu. Han Shu – Xiyu berichtete, dass 120.000 Haushalte, 630.000 Menschen das Land bewohnte. Die Stärke der Armee sollte 188.800 Mann betragen haben (烏孫國，大昆彌治赤穀城，去長安八千九百里。戶十二萬，口六十三萬，勝兵十八萬八千八百人……最為疆國). Die moderne Forschung ergab eine ähnliche Zahl. Somit liegen Zahlen sowohl der Haushalte und Bevölkerung wie auch der Militärstärke größer als die Summen der umliegenden Völker. Wissenschaftler schätzen, dass bei der Thronbesteigung von Han Pingdi (1 v. Chr.) etwa 252.000 im heutigen Xinjiang ein Nomadeleben führten, das entsprach etwa 40 % der Wusun.
Es gibt drei Thesen zur Abstammung der Wusun: Einerseits werden sie als Zweig einer europäischen Abstammungslinie angesehen, andererseits eher den ostasiatischen Völkern zugerechnet, die dritte These sieht sie als eine Mischung beider Herkunftsregionen an. Die meisten Forscher unterstützen die erste These, einige chinesische Wissenschaftler neigen zur dritten These, eine Schlussfolgerung kann bislang nicht erbracht werden.
Im späten 19. Jahrhundert begann die russische Forschung das Studium der Wusun. Einige Forscher vertraten der Meinung, dass die Wusun ein Turksprachen sprechendes Volk seien. In den 1930er Jahren vertraten die meisten sowjetischen Forscher, stellvertretend durch A. N. Bernshtam, die Ansicht, dass die Wusun ein indogermanisches Volk seien. Der sowjetische Archäologe G. A. Kushaev und der Leiter der archäologischen Ausgrabung am Ili K. A. Akishev berichteten in ihrem gemeinsamen Werk, dass 80 Prozent der am Ili-Fluss und am Yssykköl entdeckten Wusun Schädelskelette europäische Merkmale aufweisen. Diese Wissenschaftler sind der Auffassung, dass die Wusun identisch sind mit den Issedonen von Herodot.
Der Sinologe Jarl Charpentier glaubt, dass die Wusun Vorfahren der Sarmaten seien. W. M. Mcgovern ist auch der Meinung, dass die Wusun zur europäischen Population gehören und eine Iranische Sprache sprachen. Der kanadische Sinologe Edwin George Pulleyblank meinte, dass die Yuezhi eine Tocharische Sprache sprachen; die Wusun hatten aber manche Titel mit den Yuezhi gemeinsam, deswegen ist es wahrscheinlich, dass sie beide eine verwandte Sprache benutzten. Tohru Haneda meinte, dass die Wusun eine Turksprache sprachen, was aber nicht bedeutete, dass sie auch ein Turkvolk gewesen seien. Auch She Taishan von der Chinesischen Akademie der Sozialwissenschaften glaubte, dass die Wusun näher mit den Europäern verwandt waren. She’s These war, dass die Issedonen von Herodot Saken seien, während die Assi die Bezeichnung der Häuptlinge der Saken waren. She glaubte, dass es bei den Asii die gleiche „Yun“. Nach seiner Vermutung wurden die Asii wahrscheinlich 177 oder 176 v. Chr. von den Yuezhi aus dem Ili-Flussgebiet vertrieben und sind erst dann in Hexi eingewandert, wo sie als Wusun bekannt wurden.

## Materielle Kultur
Den Wusun wird in der Archäologie eine etwa vom 3. Jahrhundert v. Chr. bis zum 5. Jahrhundert n. Chr. im Tianshan und dem Siebenstromland verbreitete jüngereisenzeitliche Kultur zugewiesen, die die ältere, den Saken zugewiesene Issyk-Beschsatyr-Kultur ablöste. Sie wurde im Siebenstromland schließlich mit Errichtung des ersten türkischen Khaganats im 6. Jahrhundert von dessen Kultur überlagert; im Tianshan folgte auf sie ab etwa Christi Geburt die Kenkol-Kultur.
Von der sakischen Kultur wurden verschiedene Bronzewaren übernommen, daneben gewann jedoch die Eisenverarbeitung in der Wusun-Kultur an Bedeutung. Insbesondere Eisenwaffen zeichnen die Frühzeit der Wusun-Kultur aus. Daneben finden sich im Wusun-Fundgut auch Goldblecharbeiten mit figuraler Verzierung, die westlichen Einfluss verrät. In der Keramik lassen sich Einzugsschalen, gerundete Tassen, Henkelgefäße und vasenartige Gefäße unterscheiden. Sie sind meist schmucklos, als Verzierung kommen gelegentlich Rillen, Leisten und Farbaufträge vor.
Die Toten wurden in rechteckigen Grabgruben mit Stein- oder Holzeinbauten in gestreckter Rückenlage bestattet; die Gräber wurden teilweise mit flachen steinernen Kurganen überschüttet. Siedlungen der Wusun-Kultur sind zwar bekannt, bislang aber meist nicht intensiv erforscht. In den wenigen ergrabenen Siedlungen wurden teils ebenerdige Rechteckbauten mit Steinfundamenten, teils Grubenhäuser gefunden. Knochenfunde aus Gräbern der Wusun-Kultur zeigen, dass die Bevölkerung ursprünglich einer europäischen Linie angehörte, die sich im Laufe der Zeit zunehmend mit Ostasiaten vermischte.
Tierknochenfunde zeigen, dass Viehzucht in der Wirtschaft der Wusun-Kultur eine wichtige Rolle spielte, Anbau von Weizen, Hirse und vielleicht auch Reis ist seit etwa Christi Geburt nachgewiesen.

## Nachfahren
Es existiert eine These, dass Wusun-Gruppen in Richtung Südrussland gewandert sind, wo sie als Alanen wieder auftauchten (U-sun = U-lun, da s und l in dieser Sprache wechselten?).
Eine weitere These beschäftigt sich damit, ob die Wusun und die Arschi (die falschen Tocharer) aus Karachar/Tarimbecken identisch sind (Orsun bzw. Arschi = Wusun?).